# Krapina
Krapina es una ciudad al norte de Croacia donde está el centro administrativo del condado de Krapina-Zagorje y que tiene una población de 4.647 (2001) y una población municipal total de 12.950 (2001). Krapina se encuentra situada en la región montañosa de Hrvatsko Zagorje (Zagorje Croata) a unos 55 km de distancia de Zagreb y Varaždin.
En 1899, en una colina llamada Hušnjak cerca de la Krapina moderna, el arqueólogo y paleontólogo Dragutin Gorjanovic-Kramberger encontró más de ochocientos restos fósiles pertenecientes a los neandertales. Además, estos restos fósiles se dice que presentan huellas de canibalismo y/o rituales mortuorios. En el sitio donde los neandertales fueron descubiertos, ahora hay un parque con varias estatuas. Estas estatuas son un oso, alce, y un castor.
Krapina se ha conocido desde 1193. Siempre ha sido el sitio favorito de castillos y casas de campo de los gobernantes croatas y húngaros.
Hoy en día es una ciudad razonablemente desarrollada, presumiendo de su festival kajkavskih popevki dónde cantan en el dialecto local kajkavo, proveniente de la lengua croata.
El municipio vecino de Krapinske toplice, existen los llamados spas de Krapina.
Krapina es también el lugar de nacimiento de Ljudevit Gaj. Ljudevit Gaj fue un revolucionario de Krapina, y en 1850 hizo una nueva versión de la gramática croata. Su casa es ahora un museo donde los visitantes pueden aprender acerca de su vida y obra.

## Lugares de interés
- Iglesia de Santa María de Jerusalén de Trški Vrh.